# Сергей Дмитриев
Сергей Дмитриев (на руски: Сергей Дмитриев) е съветски и руски футболист и треньор. Почетен майстор на спорта на СССР (1984).

## Клубна кариера
Започва кариерата си в Динамо Ленинград. През 1982 г. е привлечен от Павел Садирин в Зенит. Налага се в състава през сезон 1984 и изиграва решаваща роля за изненадващото спечелване на шампионската титла на СССР. В края на първия полусезон през 1986 г. получава тежка травма на коляното, която поради неправилното лечение донася проблеми на Дмитриев по време на цялата му кариера. Играе за петербургци до края на 1988 г., като напуска след конфликт с ръководството.
През 1989 г. преминава в Динамо Москва. Изиграва само 4 мача, след което получава травма на менискуса. Същата година е привлечен от Садирин в ЦСКА Москва, който по това време е във втория ешелон на съветския футбол. Сергей помага на „армейците“ да спечелят промоция във Висшата лига. В следващия сезон вкарва само 4 попадения в 21 мача, но се представя добре в турнира за Купата на СССР, където вкарва 5 гола в 6 срещи. Помага на тима да завоюва второто място в първенството.
През зимата на 1991 г. е забелязан от испанския Херес и подписва контракт до края на сезон 1990/91. Още в дебюта си в Сегунда Дивисион вкарва 2 гола във вратата на Паламос. Треньорът обаче опитва да го наложи на неудобата за Сергей позиция на десен халф. След края на сезона Херес изпада в трета дивизия. Дмитриев се завръща в ЦСКА и печели шампионската титла на СССР и Купата на страната.
След разпада на Съюза има кратки престои в Австрия, Швейцария и Израел. През 1995 г. отново играе за Зенит, като помага на тима да спечели промоция във Висшата лига. През 1997 г. закратко играе за Тюмен, а след това е привлечен в Спартак Москва. След провалени квалификации за „червено-белите“ в Шампионска лига и изказвания относно съмненията за нагласен мач между Спартак и Зенит от 1996 г. обаче бързо изпада в немилост.
В края на кариерата си играе отново за Динамо Санкт Петербург и Кристал Смоленск. През 2001 г. е играещ треньор в Светогорец.

## Национален отбор
Дмитриев има 6 мача за националния отбор на СССР и е в отбора за Евро 1988, но не играе на турнира. Той отбелязва единствения си гол за СССР на 2 февруари 1985 г. в приятелски мач срещу Мароко.

## Отличия

### Отборни
Зенит Ленинград
- Съветска Висша лига: 1984

ЦСКА Москва
- Съветска Висша лига: 1991
- Съветска Първа лига: 1989
- Купа на СССР по футбол: 1991

Спартак Москва
- Руска Премиер лига: 1997
- Купа на Русия по футбол: 1998